# Manjeet Kaur
Manjeet Kaur (* 4. April 1982 in Abul Kharāna, Punjab) ist eine ehemalige indische Sprinterin, die sich auf den 400-Meter-Lauf spezialisiert hat. Sie wurde 2005 Asienmeisterin über 400 m und siegte mit der indischen 4-mal-400-Meter-Staffel bei den Asienspielen und Asienmeisterschaften. Zudem feierte sie mit dem Gewinn der Goldmedaille mit der Staffel bei den Commonwealth Games 2010 im heimischen Neu-Delhi ihren größten sportlichen Erfolg.

## Sportliche Laufbahn
Erste Erfahrungen bei internationalen Meisterschaften sammelte Manjeet Kaur im Jahr 2001, als sie bei den Juniorenasienmeisterschaften in Bandar Seri Begawan in 54,11 s die Silbermedaille im 400-Meter-Lauf gewann sich auch mit der indischen 4-mal-400-Meter-Staffel in 3:42,34 min die Silbermedaille sicherte. Im Jahr darauf nahm sie erstmals an den Asienspielen in Colombo teil und gewann dort in 3:30,84 min gemeinsam mit Jincy Phillip, Soma Biswas und K. M. Beenamol die Goldmedaille in der 4-mal-400-Meter-Staffel. 2003 startete sie mit der Staffel bei den Weltmeisterschaften in Paris und verpasste dort mit 3:42,25 min den Finaleinzug. Anschließend gewann sie bei den Asienmeisterschaften in Manila in 3:35,34 min gemeinsam mit Pinki Pramanik, Sathi Geetha und Kalpana Reddy die Bronzemedaille im Staffelbewerb hinter den Teams aus der Volksrepublik China und Kasachstan. Am 16. Juni 2004 stellte sie in Chennai mit 51,05 s einen neuen indischen Landesrekord über 400 m auf und bei den Olympischen Spielen im selben Jahr in Athen wurde sie im Vorlauf der 4-mal-400-Meter-Staffel eingesetzt. Zusammen mit K. M. Beenamol, Chitra Soman und Rajwinder Kaur stellte sie mit 3:26,89 min einen nationalen Rekord auf, wurde dann aber im Finale durch Sathi Geetha ersetzt.
2005 siegte sie in 51,50 s über 400 m bei den Asienmeisterschaften im südkoreanischen Incheon und sicherte sich in 3:30,93 min gemeinsam mit Rajwinder Kaur, Sathi Geetha und Chitra Soman die Goldmedaille im Staffelbewerb. Im Jahr darauf klassierte sie sich bei den Commonwealth Games in Melbourne mit 52,58 s auf dem siebten Platz über 400 m und gewann in 3:29,57 min gemeinsam mit Rajwinder Kaur, Chitra Soman und Pinki Parmanik die Silbermedaille hinter dem australischen Team. Mitte September gelangte sie beim IAAF World Cup in Athen mit 3:38,85 min auf den neunten Platz mit der Staffel und anschließend nahm sie erneut an den Asienspielen in Doha teil und gewann dort in 52,17 s die Silbermedaille über 400 m hinter der Kasachin Olga Tereschkowa. Zudem verteidigte sie mit der Staffel in 3:32,95 min gemeinsam mit Sathi Geetha, Pinki Pramanik und Chitra Soman ihren Titel. 2007 belegte sie bei den Asienmeisterschaften in Amman in 54,40 s den fünften Platz im Einzelbewerb und siegte in 3:33,39 min gemeinsam mit Mandeep Kaur, Sini Jose und Chitra Soman erneut in der 4-mal-400-Meter-Staffel. Anschließend wurde sie bei den Weltmeisterschaften in Osaka im Vorlauf wegen eines Wechselfehlers disqualifiziert. Im Jahr darauf wurde sie bei den Hallenasienmeisterschaften in Doha in 56,20 s Fünfte über 400 m und siegte in 3:37,36 min gemeinsam mit Mandeep Kaur, Sini Jose und Chitra Soman im Staffelbewerb und stellte mit dieser Zeit einen neuen Meisterschafts- sowie Asienrekord auf. Im August schied sie bei den Olympischen Spielen in Peking mit 3:28,83 min im Vorlauf aus.
2009 gewann sie bei den Asienmeisterschaften in Guangzhou in 53,66 s die Bronzemedaille über 400 m hinter der Japanerin Asami Chiba und Chen Lin aus China. Zudem gewann sie im Staffelbewerb in 3:31,62 min gemeinsam mit Mandeep Kaur, Sini Jose und Chitra Soman die Silbermedaille hinter dem chinesischen Team. Im Jahr darauf gelangte sie bei den Commonwealth Games in Neu-Delhi bis ins Halbfinale über 400 m und schied dort mit 53,04 s aus. Mit der Staffel hingegen siegte sie in 3:27,77 min gemeinsam mit Sini Jose, Ashwini Akkunji und Mandeep Kaur. Anschließend gelangte sie bei den Asienspielen in Guangzhou nach 53,27 s auf den fünften Platz und sicherte sich mit der Staffel in 3:29,02 min gemeinsam mit Sini Jose, Ashwini Akkunji und Mandeep Kaur ihren dritten Titel in Folge und stellte mit dieser Zeit einen neuen Spielerekord auf. 2011 bestritt sie in Bengaluru ihren letzten offiziellen Wettkampf und  2012 leitete die indische National Anti-Doping Agency ein Verfahren gegen sie ein, weil sie sich wiederholt einem Dopingtest entzogen hatte. Die Agentur verzichtete darauf, die eigentlich fällige Sperre wegen dieses Verstoßes gegen die Dopingbestimmungen zu verhängen, nachdem die Athletin ihren Rücktritt vom Sport verkündete.
2009 wurde Manjeet indische Meisterin im 400-Meter-Lauf und 2004 im 200-Meter-Lauf. 2005 wurde sie für ihre sportlichen Erfolge mit dem Arjuna Award ausgezeichnet. Mit ihrer Schwester Mandeep Kaur feierte sie gemeinsam viele sportliche Erfolge und Ehemann Gurwinder Singh Chandi nahm für Indien im Feldhockey an den Olympischen Spielen teil.

## Persönliche Bestleistungen
- 200 Meter: 23,61 s (−0,1 m/s), 18. April 2004 in Patiala
- 400 Meter: 51,05 s, 16. Juni 2004 in Chennai
  - 400 Meter (Halle): 56,20 s, 15. Februar 2008 in Doha